# Gotafrido
Gotafrido, in tedesco Gotafrid, chiamato anche Godofred, Gottfried, (... – IX secolo) fu un conte e nobile franco, all'inizio del IX secolo prefetto (marchese) della marca orientale in Baviera e, in questa funzione, anche missus dominicus.

## Biografia
All'epoca del prefetto Guarniero, Gotafrido era suo conte (Untergraf) nella contea tra Enns e la selva Viennese. Gotafrido successe a Albrih come prefetto (margravio). 
Gotafrido ebbe un conflitto con Reginardo (818-6 novembre 838), vescovo di Passau, sulle terre a Wachau e vicino a Sankt Pölten. A quell'epoca Carlo Magno aveva già ceduto le suddette terre al vescovo Waldrich di Passau e che era stata strappata alla diocesi dai "conti di confine" (Grenzgrafen). Il re Ludovico il Pio confermò il possesso della proprietà alienata illegalmente al vescovo nell'823 dopo l'accertamento inquisitorio dei fatti. 
Questa disputa probabilmente portò alla deposizione di Gotafrido. Gli successe il conte Geroldo II nell'826 circa come prefetto della marca orientale. Un "falso di Passau", realizzato circa centocinquantanni anni dopo, avrebbe dovuto sostituire il diploma perduto di Ludovico il Pio per proteggere i possedimenti di Passau, venendo così preservati. 